# Sư đoàn 330, Quân đội nhân dân Việt Nam
Sư đoàn bộ binh 330 là một sư đoàn chủ lực của Quân đội nhân dân Việt Nam, thuộc biên chế của Quân khu 9. Sư đoàn được thành lập ngày 21 tháng 9 năm 1976 nhằm đáp ứng yêu cầu phòng thủ biên giới Tây Nam. Trong biên chế của quân khu 9, sư đoàn 330 có chức năng là sư đoàn chiến thuật, chiến đấu trên mọi hướng của chiến trường, giải quyết những nhiệm vụ chiến đấu theo yêu cầu chiến dịch của quân khu. Phiên hiệu của sư đoàn kế thừa sư đoàn 330 gồm những cán bộ phân khu miền Đông Nam tập kết ra Bắc sau năm 1954. Sư đoàn bộ đóng lúc mới thành lập ở xã Tân Ngãi, thị xã Vĩnh Long, nay ở Phường Chi Lăng, Thị xã Tịnh Biên, tỉnh An Giang.

## Biên chế
Biên chế ban đầu của sư đoàn được hình thành trên cơ sở tập hợp các đơn vị giàu thành tích chiến đấu của quân khu 9 trong thời kỳ Chiến tranh Đông Dương và Chiến tranh Việt Nam như:
- Trung đoàn 1 bộ binh vốn là trung đoàn U Minh thành lập từ năm 1963 với ba lần được phong danh hiệu Anh hùng lực lượng vũ trang nhân dân. Trung đoàn 1 cũng đã từng chiến đấu chống quân đội Khmer Đỏ để giành lại đảo Thổ Chu đầu tháng 6 năm 1975.
- Trung đoàn 2 bộ binh vốn là trung đoàn Đồng Tháp thuộc tỉnh đội Đồng Tháp được thành lập từ năm 1964. Tiểu đoàn 261 thuộc trung đoàn này đã đánh trận Ấp Bắc nổi tiếng năm 1963.
- Trung đoàn 3 bộ binh vốn là trung đoàn Cửu Long thuộc tỉnh đội Trà Vinh thành lập từ năm 1968
- Trung đoàn 4 pháo binh hình thành trên cơ sở các tiểu đoàn 10 và 11 pháo binh mặt đất và tiêu đoàn 12 cao xạ của quân khu 8, trong đó tiểu đoàn 12 là anh hùng lực lượng vũ trang nhân dân thời chống Mỹ
- Các tiểu đoàn trinh sát, hậu cần, công binh.

Sau năm 1989, trung đoàn tăng thiết giáp 46 được đưa về biên chế của sư đoàn. Hai tiểu đoàn pháo mặt đất của Trung đoàn 4 bị giải tán, nhưng lại được bổ sung một tiểu đoàn cối và một tiểu đoàn DKZ. Các trung đoàn 9, trung đoàn 20 được chuyển về biên chế của sư đoàn.
Năm 1997, Trung đoàn 2 được Quân khu chuyển về Sư đoàn 8.
Năm 1998, Trung đoàn 9 được Quân khu chuyển về đội hình Sư đoàn 8 và điều Trung đoàn 20 vốn thuộc Sư đoàn 4 về Sư đoàn 330.
Cán bộ chỉ huy của sư đoàn và các trung đoàn, tiểu đoàn đều là những người có kinh nghiệm và uy tín chiến đấu thực tế như Nguyễn Đệ (sư đoàn trưởng đầu tiên), Huỳnh Xuân Quang (chính ủy đầu tiên), Phạm Văn Trà (tham mưu trưởng đầu tiên), Trương Minh Thông, Phạm Hồng Lợi, Nguyễn Thanh Tùng, Nguyễn Thanh Dũng.
Sau khi thành lập, Sư đoàn 330 đã thực hiện chiến đấu phòng chống quân Khmer Đỏ lấn chiếm biên giới Tây Nam và giáng trả vào những căn cứ xuất phát tiến công của địch, tham chiến hơn 400 trận lớn nhỏ, tiêu diệt và bắt sống gần 7.000 quân địch. Từ năm 1979 đến năm 1990, sư đoàn chiến đấu ở Campuchia, loại khỏi vòng chiến đấu 28 ngàn quân địch, thu 18 ngàn khẩu súng các loại, thu và bắn cháy 33 máy bay, 60 xe tăng. Ngày 20/12/1979, Sư đoàn 330 được phong danh hiệu Anh hùng lực lượng vũ trang nhân dân.
Các tướng lĩnh trưởng thành từ Sư đoàn 330
1 Đại tướng Phạm Văn Trà nguyên sư đoàn trưởng 
2 Thượng tướng Mai Quang Phấn tiểu đoàn phó 303 Trung đoàn 1 
3 Thượng tướng Nguyễn Phương Nam nguyên phó sư đoàn trưởng 
4. Trung tướng Phạm Hồng Lợi nguyên sư đoàn trưởng 
5.Trung tướng Võ Văn Liêm nguyên chính ủy 
6. Trung tướng Nguyễn Xuân Dắt nguyên sư đoàn trưởng  
7. Trung tướng Nguyễn Đệ nguyên sư đoàn trưởng 
Các thiếu tướng Huỳnh Xuân Quang, Trương Minh Thông, Nguyễn Thanh Dũng, Lê Duy Mặt, Nguyễn Đức Trịnh, Lê Minh Tuấn, Nguyễn Minh Triều, Đặng Văn Năm, phạm Minh Thắng, Lê Hoàng Phúc, Huỳnh Văn Ngon, vv 
Lãnh đạo hiện nay
- Sư đoàn trưởng: Thượng tá Nguyễn Thành Quân
- Chính ủy: Đại tá Lê Công Hạnh
- Phó Sư đoàn trưởng, Tham mưu trưởng: Trung tá Lý Khải Điền
- Phó Sư đoàn trưởng: Thượng tá Trần Thanh Điền
- Phó Sư đoàn trưởng: Thượng tá Nguyễn Thanh Hùng
- Phó Chính ủy: Thượng tá Lê Văn Giúp

## Lãnh đạo qua các thời kỳ
Sư đoàn trưởng
- Từ tháng 9/1976 đến tháng 8/1980: Nguyễn Đệ
- Từ tháng 8/1980 đến tháng 3/1983:  Phạm Văn Trà
- Đại tá Phạm Hồng Lợi (1990 - 1996) sau lên Phó tư lệnh - Tham mưu trưởng Quân khu. Cuối cùng Trung tướng Phó Tổng tham mưu trưởng (2000-2010)
- Đại tá Đỗ Thành Tâm ( - 2003) sau làm Phó Tham mưu trưởng quân khu 9
- Từ 2003 đến 2006: Lê Minh Tuấn, Thiếu tướng (2008), Phó Tư lệnh Quân khu 9 (2008-2016)
- Từ 2006 đến 2010: Phạm Minh Thắng, Thiếu tướng (2015), Phó Tư lệnh Quân khu 9 (2015-10.2015)
- Từ 2010 đến tháng 1/2013: Lê Hoàng Phúc, Thiếu tướng (2013), Chỉ huy trưởng Bộ CHQS tỉnh An Giang(1.2013-7.2017)
- 1/2013 - 1/2014: Huỳnh Chiến Thắng, Thiếu tướng (2015) Trung tướng (2019), Chính ủy Quân khu 9 (10.2015-11.2020), Phó Tổng tham mưu trưởng (11.2020-nay)
- 1/2014 -  6/2015:  Nguyễn Xuân Dắt, Thiếu tướng (2016), Trung tướng (2020), Tư lệnh Quân khu 9 (6.2020 đến nay)
- 6/2015 - 10/2018: Nguyễn Minh Triều, Thiếu tướng (2020), Phó Tư lệnh Quân khu 9 (6.2020 đến nay)
- 10/2018 - 3/2020: Huỳnh Chiến Công, Thiếu tướng (2023), Chỉ huy trưởng Bộ CHQS tỉnh Hậu Giang ( 03.2020 - 12.2021), Phó Tham mưu trưởng Quân khu ( 2021-đến nay)
- 3/2020 - 7/2024:  Nguyễn Việt Hùng, Phó Tham mưu trưởng Quân khu 9 (08.2024-nay).
- 7/2024 - nay: Nguyễn Thành Quân

Chính Ủy
- 5/2005- 8/2009: Phạm Văn Chua, Thiếu tướng (2011), Phó Chính ủy Quân khu 9 (2011 - 2017)
- 9/2009-7/2013: Đoàn Thanh Xuân, Thiếu tướng (2018), Phó Chỉnh ủy Quân khu 9 ( 2017 - 2023)
- 8/2013-5.2018: Lê Minh Quang, Chính ủy Bộ CHQS tỉnh An Giang (5.2018 - 03.2022), Chủ nhiệm Chính trị Quân khu (7.2023 đến nay)
- 5/2018- 3.2022: Huỳnh Văn Ngon, Thiếu tướng (2022) Chủ nhiệm Chính trị Quân khu (3.2022 - 7.2023), Phó Chính ủy Quân khu 9 (7.2023 đến nay)
- 3.2022- 3.2024: Dương Công Sang, nguyên Trưởng phòng Cán bộ - Cục Chính trị, Chính ủy bộ CHQS tỉnh Đồng Tháp (03/24-nay)
- 3.2024-nay: Đại Tá Lê Công Hạnh (nguyên phó Chính ủy bộ CHQS tỉnh Bến Tre)